# La Magdalena Atlicpac
La Magdalena Atlicpac är en stad i Mexiko, tillhörande La Paz kommun i delstaten Mexiko. La Magdalena Atlicpac ligger i den centrala delen av landet och tillhör Mexico Citys storstadsområde. Staden hade 26 429 invånare vid folkmätningen 2010.